# Олози
Олози (груз. ოლოზი) — село в Грузии, на территории Горийского муниципалитета края (мхаре) Шида-Картли.

## География
Село находится в центральной части Грузии, на берегах реки Атреви (бассейн Куры), на расстоянии приблизительно 7 километров (по прямой) к юго-западу от города Гори, административного центра муниципалитета. Абсолютная высота — 986 метров над уровнем моря.

## Население
По результатам официальной переписи населения 2014 года в Олози проживало 77 человек (40 мужчин и 37 женщин). В национальной структуре населения грузины составляли 98,7 %, осетины — 1,3 %.
| Год  | Население, человек |
| ---- | ------------------ |
| 2002 | 106                |
| 2014 | ↘ 77               |